# Thagria triementia
Thagria triementia är en insektsart som beskrevs av Nielson 1977. Thagria triementia ingår i släktet Thagria och familjen dvärgstritar. Inga underarter finns listade i Catalogue of Life.